# Steven Pienaar
Steven Jerome Pienaar (n. 17 martie 1982) este un jucător sud-african de fotbal. Este, de asemenea, component al echipei naționale a Africii de Sud. Pienaar a mai jucat pentru Ajax Cape Town, AFC Ajax și pentru Borussia Dortmund.

## Cariera internațională
Ca fost internațional sub 17 ani, a marcat primul său gol pentru Africa de Sud într-o victorie 2–0 contra Turciei în 2002 și de atunci a contorizat 46 de selecții și 2 goluri.
A participat la Campionatul Mondial de Fotbal 2010.

### Goluri internaționale
| # | Dată           | Stadion                     | Oponent      | Scor | Rezultat | Competiție                                      |
| - | -------------- | --------------------------- | ------------ | ---- | -------- | ----------------------------------------------- |
| 1 | 3 iulie 2004   | Johannesburg, Africa de Sud | Burkina Faso | 1–0  | 2–0      | Campionatul Mondial de Fotbal 2006 — calificări |
| 2 | 26 martie 2005 | Johannesburg, Africa de Sud | Uganda       | 2–1  | 2–1      | Campionatul Mondial de Fotbal 2006 — calificări |